# Антоновский сельсовет (Могилёвская область)
Анто́новский сельсовет — административная единица на территории Чаусского района Могилёвской области Белоруссии.

## Состав
Включает 22 населённых пункта:
- Антоновка — агрогородок.
- Броды — деревня.
- Воложенка — деревня.
- Высокое — деревня.
- Голочево — деревня.
- Дужевка — агрогородок.
- Загоренка — деревня.
- Залесье — деревня.
- Заречье — деревня.
- Кононовка — деревня.
- Красная Буда — деревня.
- Кузьминичи — деревня.
- Лапени — деревня.
- Петуховка — деревня.
- Полоево — деревня.
- Пороевка — деревня.
- Роман-Вина — деревня.
- Скоклево — деревня.
- Старая Буда — деревня.
- Тёплое — деревня.
- Ужжарь — деревня.
- Шеперево — деревня.

## Инфраструктура
В районе работают пять магазинов и два автомагазина. В Дужевке — комплексный приёмный пункт, отделение связи, учебно-педагогический комплекс детский сад — средняя школа, сельский дом народного творчества, библиотека. В Антоновке — отделение связи, ясли-сад, сельский дом культуры, библиотека.
Работают две сельскохозяйственные организации: ОАО «Ульяновское-Агро» и ОАО «Дужевка».
В районе расположен памятник природы «Родники Байково».